# Règle de la Guerre

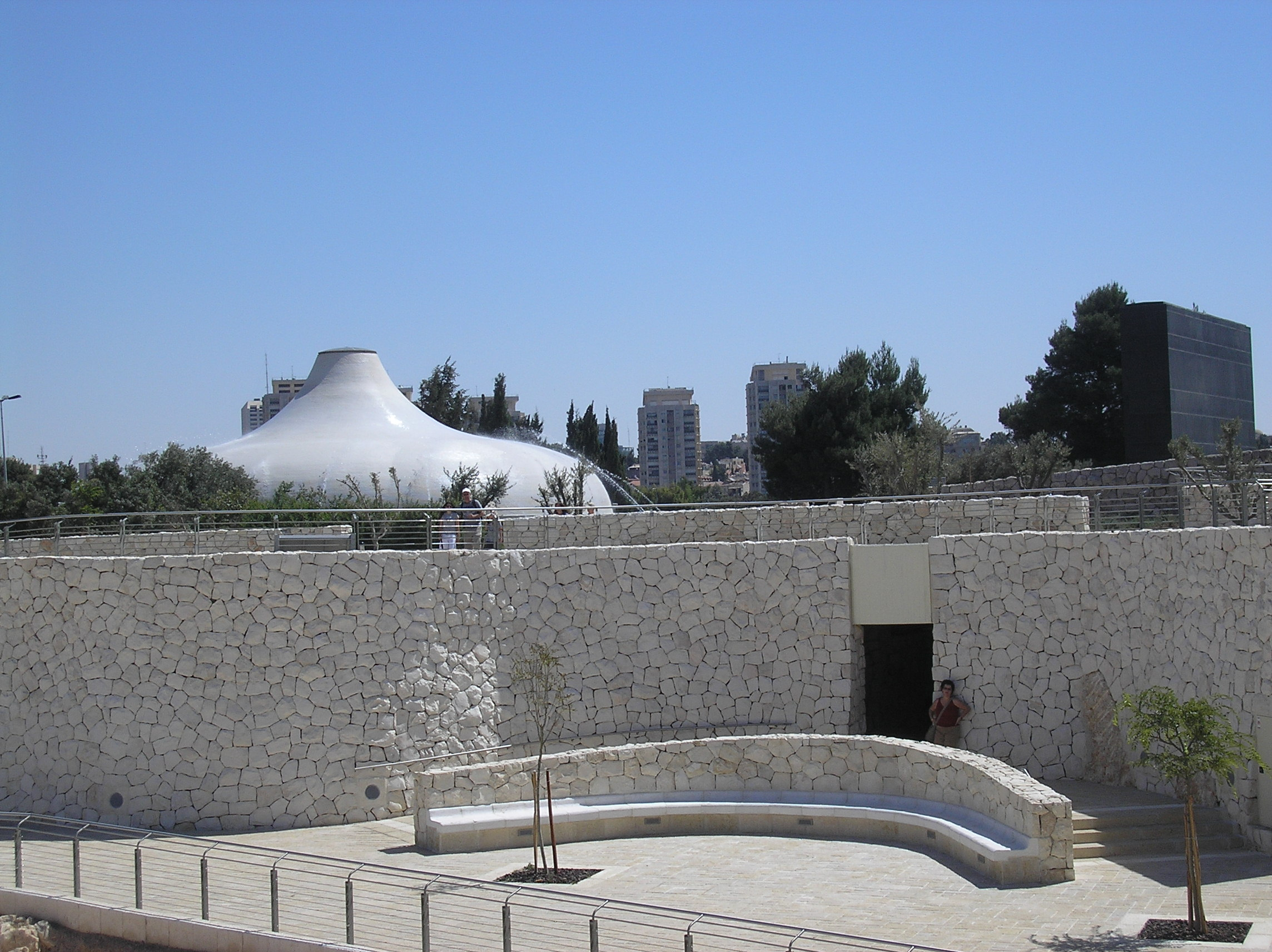
Sanctuaire du Livre.

La Règle de la Guerre, plus connue sous le nom de Rouleau de la guerre des Fils de Lumière contre les Fils des Ténèbres, composée au Ier siècle av. J.-C. ou au Ier siècle, est l'un des manuscrits de Qumrân. Ce rouleau, trouvé dans la grotte 1, est un document de 5 mètres de long, fait de cinq feuilles de peau inscrites de 20 colonnes au moins. La partie inférieure a été endommagée par le pourrissement du cuir et le texte final est perdu. D'autres copies du même livre ont été trouvées dans les grottes 4 et 11.
ll s'agit d'une guerre eschatologique qui durera quarante ans et au terme de laquelle les justes (les « Fils de Lumière ») vaincront leurs « ténébreux ennemis » : les juifs de Jérusalem et leurs prêtres, les nations païennes voisines telles Édom, Moab, la Philistie et les Romains.
Le texte commence ainsi : 
« Lutte des fils de Lumière contre le lot des fils des Ténèbres,contre l'armée de Bélial, la bande d'Edom, de Moab, contre les fils d’Ammon, l'armée des Philistins, les troupes des Kittim d'Assur et leurs alliés qui commirent des vilenies contre l’Alliance. Les fils de Levi, Juda et Benjamin, les exilés du Désert, combattront contre eux, troupe par troupe . . . lorsque la diaspora des fils de Lumière reviendra du désert des nations pour camper dans le désert de Jérusalem. »
Le texte décrit la stratégie, l'armement utilisé (frondes, lances, javelots, harpons, épées, boucliers), l'organisation militaire (cavalerie, infanterie légère, infanterie lourde).

## Sources
- « Règlement de la Guerre », dans André Dupont-Sommer et Marc Philonenko (dir.), La Bible. Écrits intertestamentaires, Paris, Gallimard, coll. « Bibliothèque de la Pléiade », 1987, p. 185-226.
- Farah Mebarki et Émile Puech, Les Manuscrits de la mer Morte, Éditions du Rouergue, 2002.